# العكبا (الحيمة الخارجية)

تعديل مصدري - تعديل

العكبا هي إحدى قرى عزلة بيت ابن مهدي بمديرية الحيمة الخارجية التابعة لمحافظة صنعاء، بلغ تعداد سكانها 91 نسمة حسب تعداد اليمن لعام 2004.